# Heptaxodontidae
Heptaxodontidae é uma família de roedores extintos, conhecidos por restos subfósseis de diversas ilhas do Caribe, incluindo Jamaica, Hispaniola, Porto Rico, Anguilla e Saint Martin.

## Classificação
- Família Heptaxodontidae Anthony, 1917
  - Subfamília Clidomyinae Wood, 1989
    - Gênero Clidomys Anthony, 1929
      - Clidomys osborni (Anthony, 1920)

  - Subfamília Heptaxodontinae Anthony, 1917
    - Gênero Amblyrhiza Cope, 1868
      - Amblyrhiza inundata Cope, 1868

    - Gênero Elasmodontomys Anthony, 1916
      - Elasmodontomys obliquus Anthony, 1916

    - Gênero Quemisia Miller, 1929
      - Quemisia gravis Miller, 1929

    - Gênero Xaymaca MacPhee & Flemming, 2003
      - Xaymaca fulvopulvis MacPhee & Flemming, 2003